# 奧克蘭大學
奥克兰大学（简称：奥大，毛利語：Waipapa Taumata Rau，英文：The University of Auckland）始建于1883年，位于新西兰最大城市奥克兰，是紐西蘭最重要的學術研究機構，常年位居世界大學排名前百名之內。
1882年，新西蘭議會通過建立奧克蘭學院的法案，這是有關奧克蘭大學前身建立的法律文件。翌年5月21日舉行開學典禮，宣布該校向一切人、一切階層的男女開放，是一個完全民主的機構。當時有經典文學與英語、數學、自然科學、化學與物理等四個教授講座。1958年奧克蘭學院更名為奧克蘭大學。它不僅歷史悠久，而且擁有最先進的科學技術和教學方法。奧克蘭大學還是全球性大學組織Universitas 21的成員，同時也是太平洋周邊大學協會的成員（Association of Pacific Rim Universities）。目前在校學生人數為32,000人，大學部學生約20,000人，研究生約7,000，其中5,500名為海外留學生，來自世界100多個國家。奧克蘭大學擁有以下8個學院：Arts；Business and Economics ；National Institute of Creative Arts and Industries ；Education ；Engineering ；Law ；Medical and Health Sciences；Science。此外，奧克蘭大學擁有神學院。
该校在2024年QS世界大学排名中排名为第68名。

## 历史
奥克兰大学于1883年5月23日正式开放，当时名为奥克兰大学学院（英文：Auckland University College），隶属于新西兰大学。当时仅有一座废弃的法院和监狱作为学院的教学场所，供95名学生和四名教职员工使用。
第二次世界大战后，学生的数量飙升，到1959年，学生人数达到4000人。
1962年，新西兰大学的废除使该大学最终独立。
目前，奥克兰大学是新西兰最大的大学，在奥克兰的五个校区共有4万多名学生。

## 校區

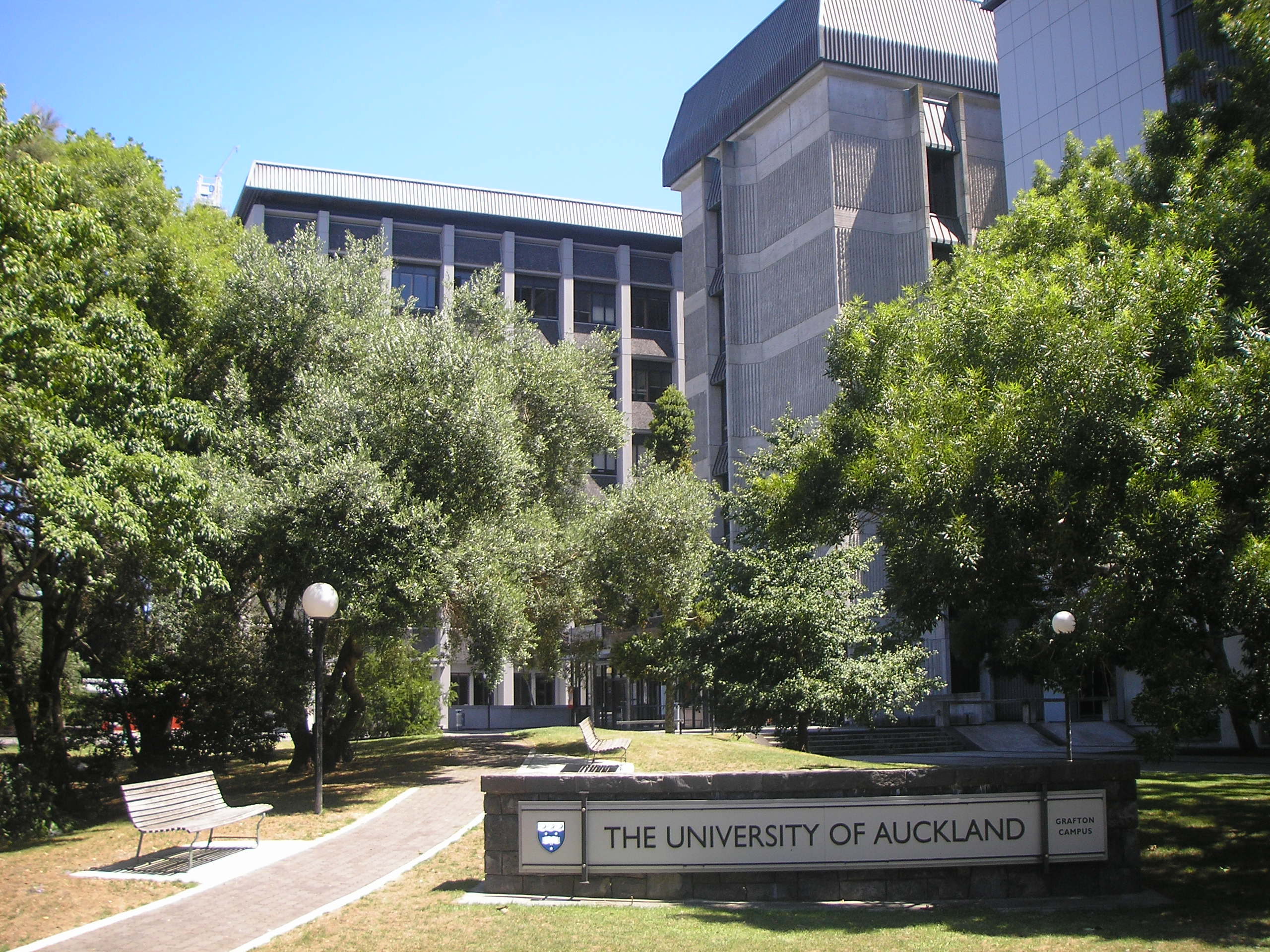
格拉夫頓的醫學院建築

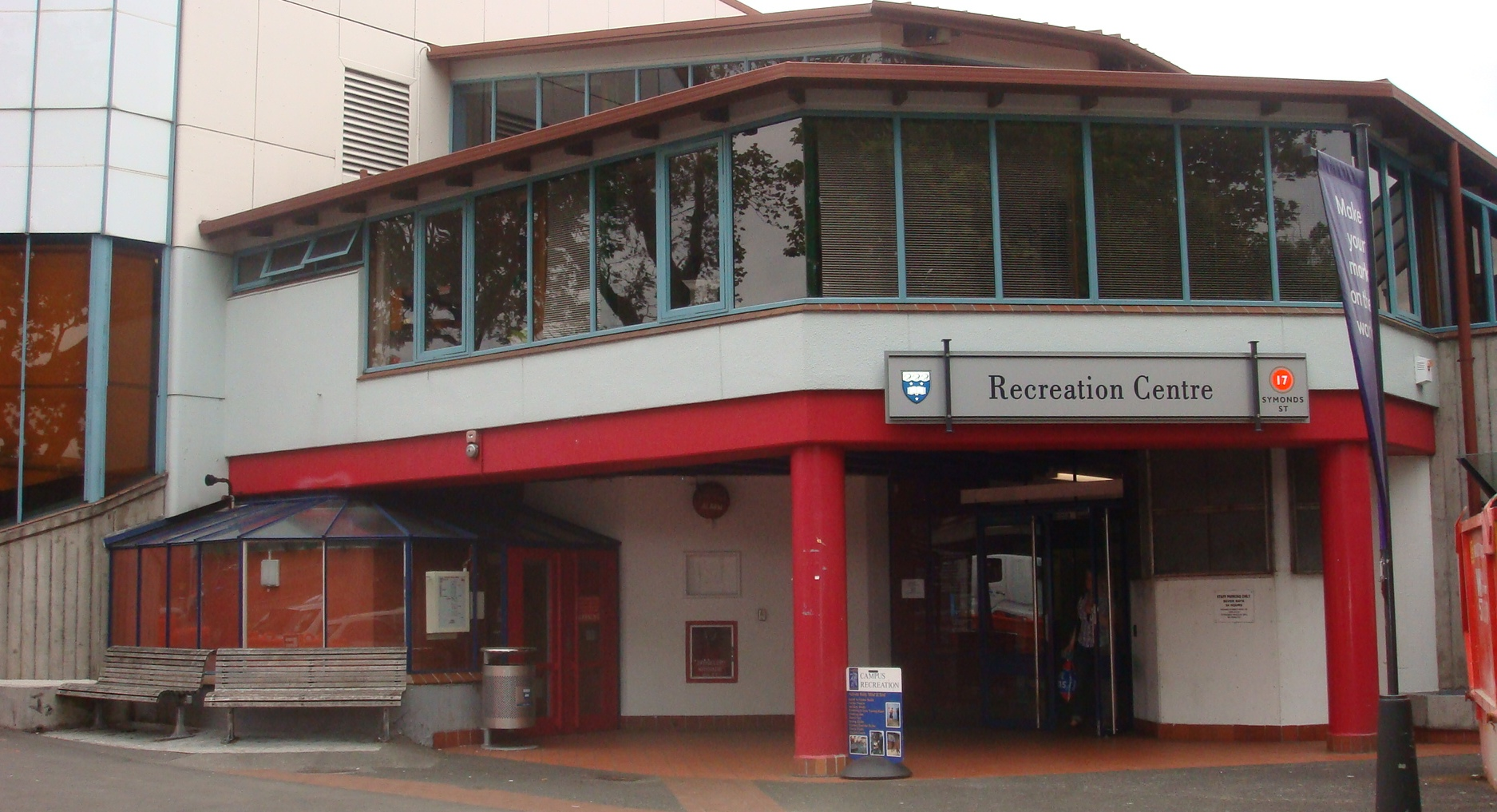
體育館

奧克蘭大學擁有7個校區—City 校區（位於市中心, 與奧克蘭理工大學最近的距離只是門對街口）
；Tamaki校區（位於東區 Glen Innes, 主要是以運動科學、心理學、復健科和釀酒科學為主，運動科學健身室外是板球場，在主校區對面）
；Grafton 校區 （離City 校區僅5分鐘車程，是醫學院和眼科醫學院，對面是奧克蘭醫院）
；Epsom 校區（位於奧克蘭中南部，主要以教育系為主，前為獨立教育學院) 该校区于2023年底关闭。
；Newmarket校區 （位於奧克蘭中部，主要以工程學為主，前身為啤酒釀造廠，2018年擴建運動科學室內實驗室。）
；Tai Tokerau 校區 （位於法納雷市，以教育系和實習課室為主）
；Manukau校區 （位於奧克蘭南部，科技大學，是奧克蘭大學的姐妹校，有密切合作關係）。

### 學院
奥克兰大学拥有以下8个大系（每个系系均包含多个学部、学院、研究小组和研究所）：
- Faculty of Arts：文科院
- Business School：商学院
- National Institute of Creative Arts and Industries：国家创作艺术中心
- Faculty of Education：教育学院
- Faculty of Engineering：工程学院
- Faculty of Law：法学院
- Faculty of Medical and Health Sciences：医学和健康科学院
- Faculty of Science：科学院，

奥克兰大学是唯一的来自新西兰的21所大学联盟以及环太平洋大学联盟的成员。

## 校友
Category:奧克蘭大學校友